# Elezioni parlamentari in Ungheria del 1985
Le elezioni parlamentari della Repubblica Popolare d'Ungheria del 1985 si sono tenute l'8 giugno.

## Storia
Il Partito Socialista Operaio Ungherese era l'unico partito presente ed ha ottenuto 288 seggi su 387 ; gli altri 99 seggi sono andati a candidati indipendenti scelti dal partito, mentre un posto è rimasto vuoto fino all'anno successivo.

## Risultati
| Partito                              | Voti      | %    | Seggi | +/– |
| Partito Socialista Operaio Ungherese | 6.636.685 | 98,8 | 288   | +36 |
| Indipendenti                         | 6.636.685 | 98,8 | 98    | –2  |
| Vacante                              | –         | –    | 1     |     |
| Contrari                             | 54.070    | 0,7  | 0     |     |
| Nulle                                | 60.738    | –    | –     |     |
| Totale                               | 7.577.401 | 100  | 352   |     |
| Fonte: Nohlen & Stöver               |           |      |       |     |